# Le ragazze della valle (singolo)
Le ragazze della valle è un singolo delle cantautrici italiane Vale LP e Lil Jolie, pubblicato il 14 marzo 2025 come secondo estratto dall'album in studio collaborativo omonimo.

## Descrizione
Il brano è scritto da entrambe le artiste, è prodotto da Matteo Alieno e Stefano Tartaglini, in arte Stabber.

## Video musicale
Il video musicale, diretto da Gio Macedonio e girato in Piazza Giovanni XXIII a Sparanise, in provincia di Caserta, è stato pubblicato in concomitanza all'uscita del brano attraverso il canale YouTube di Vale LP.

## Tracce
Testi di Valentina Sanseverino e Angela Ciancio, musiche di Matteo Pierotti e Stefano Tartaglini.
1. Le ragazze della valle – 2:52